# Moore (Oklahoma)
Pour les articles homonymes, voir Moore.
Moore est une ville de l'Oklahoma, située dans le comté de Cleveland, aux États-Unis. Sa population s’élevait à 55 081 habitants lors du recensement de 2010, estimée à 61 415 habitants en 2016.

## Histoire
La région où se trouve Moore a été appelée Verbeck par la compagnie de fer qui s'établit dans la région dans les années 1870 mais cela désignait plus spécifiquement la station de télégraphe qui donna naissance à Oklahoma City,. Le bureau de poste de Moore a été ouvert le 27 mai 1889 durant la « ruée vers la terre (en) » institué par le gouvernement des États-Unis pour distribuer les terres expropriées aux amérindiens. L'endroit fut nommé en l'honneur de Al Moore, un employé du chemin de fer Atchison, Topeka and Santa Fe Railway qui selon la légende locale était un mécanicien ou un serre-frein vivant dans un wagon couvert et ne pouvait recevoir de courrier. Il aurait alors inscrit son nom « Moore » sur un panneau cloué au wagon pour que le train y fasse un arrêt. Quand un postier fut nommé pour le secteur, il continua à nommer l'endroit Moore et quand la ville fut incorporée en 1983, le nom devint officiel,.
Moore resta plus un village jusqu'en 1961 quand elle annexa 21,6 milles carrés (55,9 km2) et devint une ville en 1962. À la même époque, Oklahoma City procéda également à des annexions pour finalement entourer Moore au nord, à l'est et à l'ouest. La population passa de 1 221 en 1960, à 18 761 en 1970 et 55 081 en 2010. 
En 1966, le collège Hillsdale Free Will Baptist s'établit en ville. Le 7 janvier 1972, le bureau de poste de Moore devint une succursale de celui d'Oklahoma City. Durant les années 1970, la ville lança la campagne « Smile America » avec comme logo un Smiley géant peint en rouge, blanc et bleu sur son réservoir d'eau. Ce logo devint également l'image officielle de la ville.

### Tornades
L’Oklahoma fait partie de la Tornado Alley aux États-Unis, l'une des régions comptant le plus de tornades annuellement dans le monde. La région autour de Moore est souvent frappée par ce phénomène. La ville elle-même a été touchée depuis les années 1990 par deux tornades exceptionnelles.

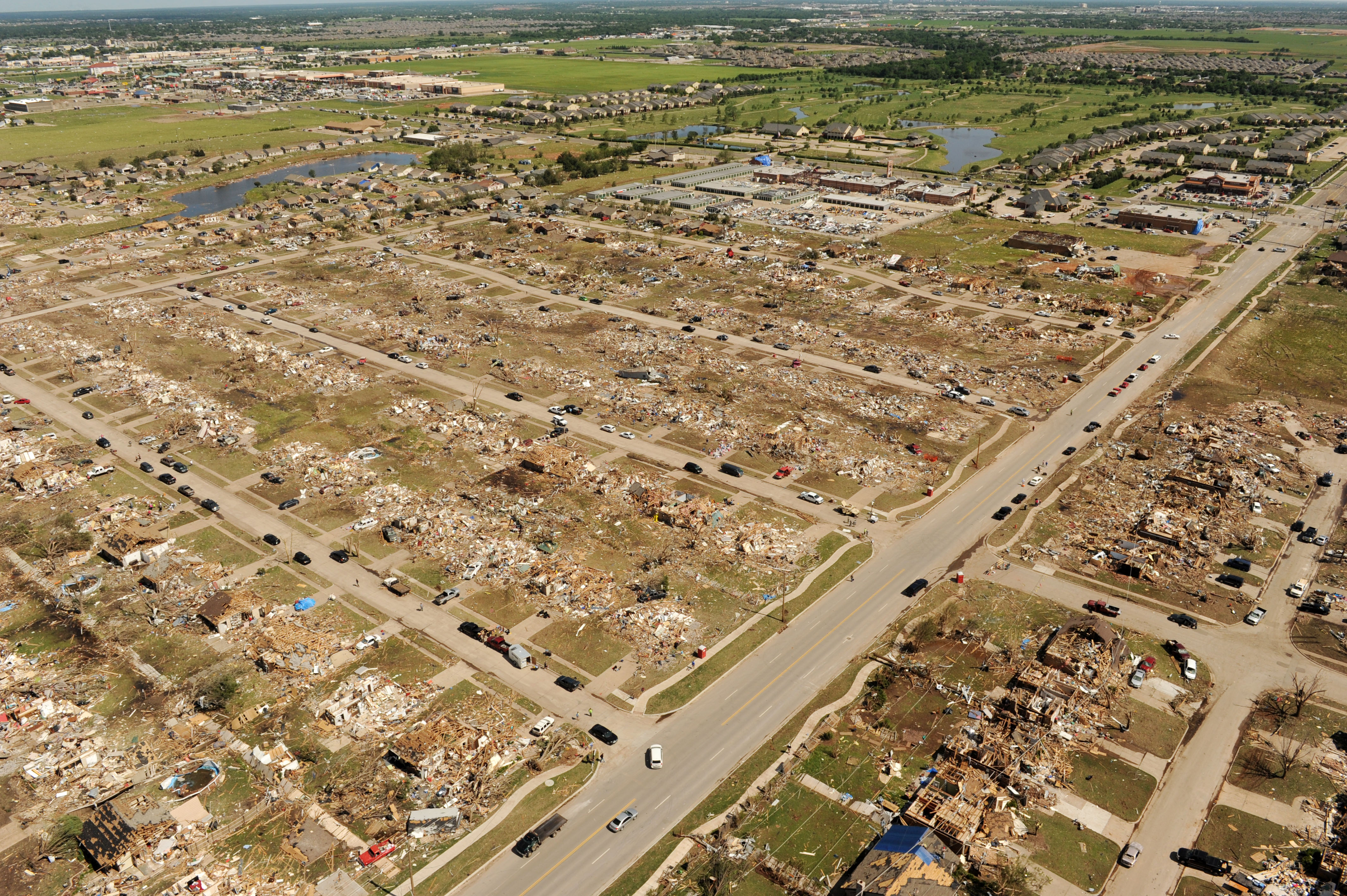
Vue aérienne des dommages causés par la tornade du 20 mai 2013 à Moore

Le 3 mai 1999, Moore a subi une tornade de force 5 sur l'échelle de Fujita (F5) lors d'une éruption de tornades en Oklahoma.  À 18 h 54, un radar météorologique mobile Doppler on Wheels  détecte des vents de 484 km/h +/- 32 km/h dans le tourbillon près de Bridge Creek à une hauteur de 32 mètres au-dessus du sol (Wurman et al. 2007 ). Le record précédent était de 414 à 431 km/h mesuré dans une tornade près de Red Rock (Oklahoma) (Bluestein et al. 1993). Les vents au sol ont pu être plus faibles à cause de la friction. 
Le 20 mai 2013, une nouvelle tornade de même intensité a occasionné d'importantes destructions estimées à 2 milliards $US, causé la mort de 24 personnes et fait 387 blessés.

## Démographie
Selon le recensement de 2000, il y avait 84,63 % de Caucasiens, 2,92 % de Noirs, 4,14 % d'Amérindiens, 1,62 % d'Asiatiques et le reste d'origines diverses. Le revenu médian était de 43 409 dollars par maisonnée et de 47 773 dollars pour une famille.

## Maisons d'éducation
La commission scolaire de Moore opère trois écoles secondaires, 5 écoles de premier cycle du secondaire et 22 écoles primaires. La tornade de 2013 a rasé deux de ces dernières et fait de nombreux morts.
Il y a également le collège Hillsdale Free Will Baptist où 225 élève suivent des cours post-secondaires. L'université d'Oklahoma est juste au sud de la ville à Norman (Oklahoma).

## Personnalités liées à la ville
- Danny Cooksey, acteur ;
- Jesse Jane, actrice pornographique ayant étudié au secondaire à Moore et y étant décédée ;
- Toby Keith (1961-2024), chanteur  et compositeur de musique country y est décédé.